# Hemitropis verticilineata
Hemitropis verticilineata är en insektsart som beskrevs av Dlabola 1965. Hemitropis verticilineata ingår i släktet Hemitropis och familjen kilstritar. Inga underarter finns listade i Catalogue of Life.